# Damora dacica
Damora dacica är en fjärilsart som beskrevs av Hormuzaki 1892. Damora dacica ingår i släktet Damora och familjen praktfjärilar. Inga underarter finns listade i Catalogue of Life.